# Ana Lya Uriarte
Ana Lya del Carmen Uriarte Rodríguez (Santiago, 17 de julio de 1962) es una abogada, académica y política chilena, miembro del Partido Socialista de Chile. Entre septiembre de 2022 y abril de 2023 se desempeñó como ministra Secretaria General de la Presidencia de su país, bajo el gobierno del presidente Gabriel Boric.
Anteriormente se desempeñó como ministra presidenta del Consejo Directivo de la Comisión Nacional del Medio Ambiente durante el primer gobierno de Michelle Bachelet (2007-2010) y fue nombrada jefa de gabinete de la Presidencia en el segundo mandato (2014-2018).

## Biografía
Hija única de una familia de clase media baja, creció en las cercanías de la Plaza Chacabuco, frente a la Iglesia de Fátima en la comuna de Independencia. En su adolescencia vivía con su madre y su abuela; su padre, Francisco Uriarte, había muerto.
A los 12 años quedó embarazada y recién cumplidos los 13 fue madre. Por ello, debió abandonar el colegio mientras cursaba octavo año básico debido a las políticas de la época que impedían a las madres adolescentes estudiar en colegio. Posteriormente ingresó a la Escuela Nocturna Costa Rica de la Plaza Ñuñoa a pesar de no cumplir con la edad mínima (15 años), sin embargo, pudo ingresar gracias a su director, Hugo Gaviola, padre de la cineasta Tatiana Gaviola, quien la aceptó por sus buenas calificaciones. Mientras cursaba el segundo semestre, nació, el 6 de octubre de 1975, su hijo José Antonio Guerrero Uriarte, quien es hoy abogado. Posteriormente cursó la enseñanza media en el Liceo 4 «Paula Jaraquemada» de Recoleta, en la zona norte de Santiago, en un colegio donde nadie la conocía, donde tuvo que ocultar el hecho de que era madre adolescente. 
En 1980 ingresó a la Facultad de Derecho de la Universidad de Chile. En su paso por la universidad fue dirigenta estudiantil y participó junto a Yerko Ljubetic en la reconstrucción de la Federación de Estudiantes de su alma máter.
A comienzos de la década de 1990, vivió dos años en Alemania junto a su marido, el también abogado Claudio Troncoso, quien había obtenido una beca en derecho internacional en la Universidad de Heidelberg y de quien se separaría después de 14 años de matrimonio (la pareja tuvo dos hijos, Claudia y Pablo).
Ha sido profesora asistente de la Facultad de Derecho de la Universidad de Chile e Investigadora del Centro de Derecho Ambiental de esa misma casa de estudios. Actualmente continúa como profesora de Derecho Ambiental en la facultad.

## Carrera política
Inició su actividad laboral como abogada externa de la Vicaría de la Solidaridad. Tras su paso por Alemania, regresó a Chile, donde comenzó a trabajar en la administración pública. Fue abogada del Instituto de Normalización Previsional, jefa de gabinete y jefa del Departamento Jurídico del Servicio de Salud Metropolitano del Ambiente (Sesma). Luego se desempeñó como abogada de la Unidad de Medio Ambiente del Consejo de Defensa del Estado.
En 2006 fue designada por Michelle Bachelet como directora ejecutiva de la Comisión Nacional del Medio Ambiente, cargo que desempeñó hasta que el 26 de marzo del año siguiente la mandataria la designó primera ministra presidenta del citado organismo, cargo que desempeñó hasta el 11 de marzo de 2010.
El 14 de julio de 2014 asumió como jefa de gabinete de Bachelet —reemplazando a la renunciada Paula Narváez—, en el marco de la segunda presidencia de ésta. El 18 de mayo de 2022, el presidente Gabriel Boric, la nombró como Jefa de Gabinete del Ministerio del Interior, en reemplazo del médico Roberto Estay, quien sin embargo siguió siendo parte del gabinete del Ministerio del Interior. El 6 de septiembre de 2022, fue designada por Gabriel Boric como Ministra Secretaría General de la Presidencia. El 19 de abril del 2023 tuvo que renunciar a su cargo como Ministra de la Segpres, debido a su delicado estado de salud. 